# Clyde Howard Tavenner

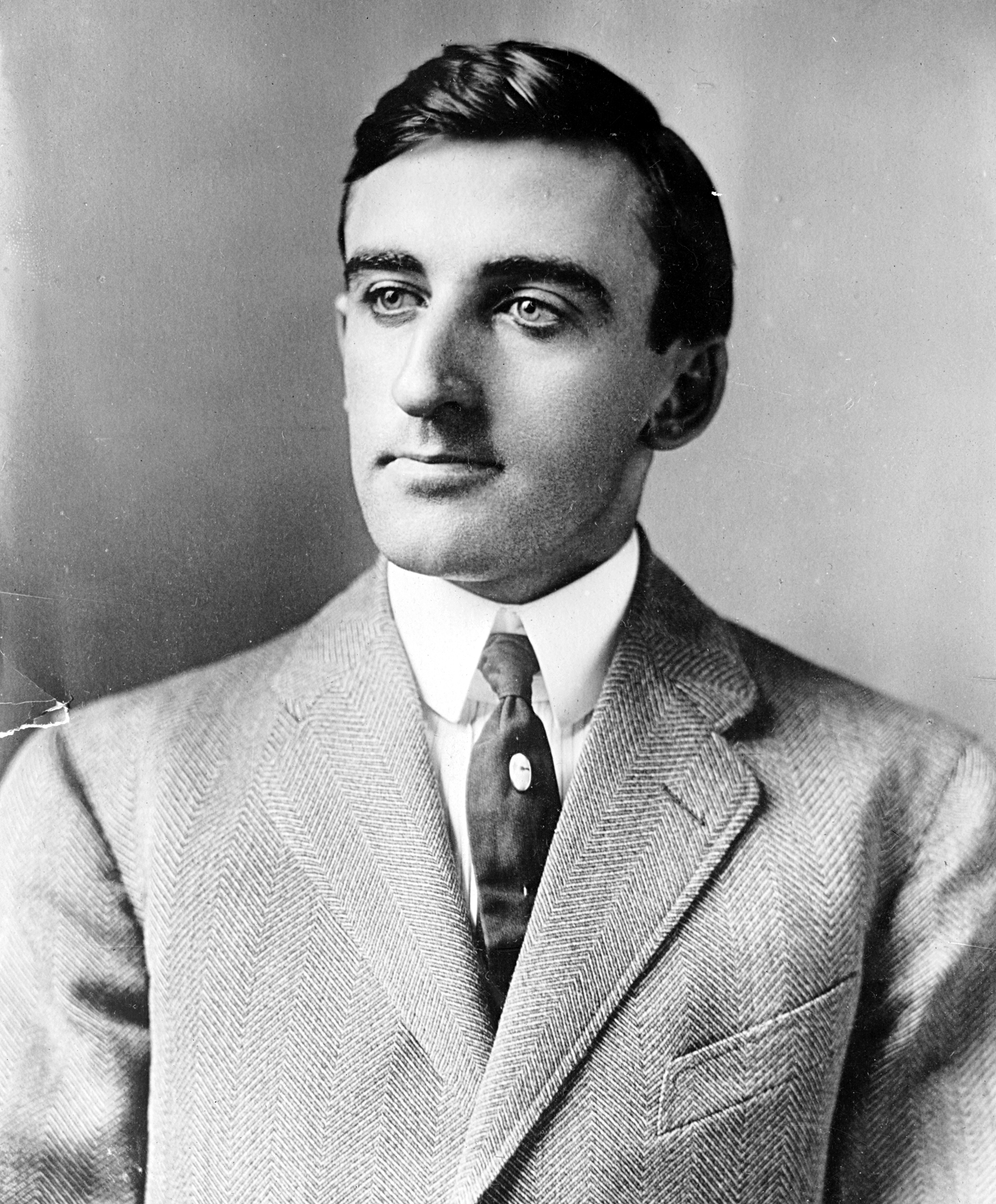
Clyde Howard Tavenner

Clyde Howard Tavenner (* 4. Februar 1882 in Cordova, Rock Island County, Illinois; † 6. Februar 1942 in Washington, D.C.) war ein US-amerikanischer Politiker. Zwischen 1913 und 1917 vertrat er den Bundesstaat Illinois im US-Repräsentantenhaus.

## Werdegang
Clyde Tavenner besuchte die öffentlichen Schulen seiner Heimat und absolvierte danach eine Lehre im Druckerhandwerk. Danach begann er eine journalistische Laufbahn. Gleichzeitig schlug er als Mitglied der Demokratischen Partei eine politische Laufbahn ein. In den Jahren 1910 und 1912 leitete er die Öffentlichkeitsabteilung des Demokratischen Kongresskomitees (Director of Publicity for the Democratic National Congressional Committee).
Bei den Kongresswahlen des Jahres 1912 wurde Tavenner im 14. Wahlbezirk von Illinois in das US-Repräsentantenhaus in Washington, D.C. gewählt, wo er am 4. März 1913 die Nachfolge des Republikaners James McKinney antrat. Nach einer Wiederwahl konnte er bis zum 3. März 1917 zwei Legislaturperioden im Kongress absolvieren. Seit 1915 leitete er den Ausschuss zur Kontrolle der Ausgaben des Bundespostministeriums. Während seiner Zeit im Kongress wurden im Jahr 1913 der 16. und der 17. Verfassungszusatz ratifiziert. 1916 wurde er nicht wiedergewählt.
Nach dem Ende seiner Zeit im US-Repräsentantenhaus arbeitete Clyde Tavenner als Journalist. Er gründete das Monatsmagazin Philippine Republic. Außerdem war er als Verleger tätig. In den Jahren 1931 und 1932 bereiste er als Mitglied einer Kommission der damals amerikanischen Philippinen Europa, den Nahen und den Fernen Osten. 1939 arbeitete er als Analyst für den Geschäftsordnungsausschuss des Repräsentantenhauses. Clyde Tavenner starb am 6. Februar 1942 in der Bundeshauptstadt Washington und wurde auf dem dortigen Kongressfriedhof beigesetzt.